# Katwa
Katwa (o Katoya) è una suddivisione dell'India, classificata come municipality, di 71.573 abitanti, situata nel distretto di Bardhaman, nello stato federato del Bengala Occidentale. In base al numero di abitanti la città rientra nella classe II (da 50.000 a 99.999 persone).

## Geografia fisica
La città è situata a 23° 38' 60 N e 88° 7' 60 E e ha un'altitudine di 20 m s.l.m..

## Società

### Evoluzione demografica
Al censimento del 2001 la popolazione di Katwa assommava a 71.573 persone, delle quali 36.497 maschi e 35.076 femmine. I bambini di età inferiore o uguale ai sei anni assommavano a 7.289, dei quali 3.778 maschi e 3.511 femmine. Infine, coloro che erano in grado di saper almeno leggere e scrivere erano 52.880, dei quali 28.620 maschi e 24.260 femmine.